# Emma Frijns
Emma Frijns (Uden, 25 februari 2005) is een voetbalspeelster uit Nederland. Ze speelt als verdediger voor PSV.

## Clubcarrière
Frijns begon haar carrière in de jeugd bij UDI '19 in haar geboortestad. In 2020 stapte ze over naar de jeugdopleiding van PSV.
Op 29 mei 2022 maakte Frijns haar debuut voor PSV in een Eredivisie Cup wedstrijd tegen Ajax. Frijns mocht in de 63ste minuut invallen voor Melanie Bross.
In het seizoen 2021/22 wist Frijns met Jong PSV kampioen te worden van de eerste divisie. Hierdoor mocht ze in het seizoen 2022/23 meedoen aan de KNVB Beker waarin de halve finale werd behaald wat nog niet eerder was gelukt door een jong team.
Op 28 mei 2024 tekende Frijns haar eerste profcontract voor PSV. Ze werd daarmee definitief overgeheveld naar het eerste elftal van de Eindhovenaren. Haar debuut in de Vrouwen Eredivisie maakte ze voor de club uit de Lichtstad door in te vallen voor Melanie Bross in de 87ste minuut in een thuiswedstrijd tegen ADO Den Haag op 10 november 2024. Een maand later werd ze door de NOS opgenomen in een lijst van grootste Nederlandse voetbaltalenten. Frijns maakte op 18 januari 2025 haar basisdebuut voor PSV in een thuiswedstrijd tegen Excelsior.

## Statistieken
| Seizoen | Club   | Competitie | Competitie | Competitie | Beker | Beker | Overig | Overig | Totaal | Totaal |
| Seizoen | Club   | Competitie | Wed.       | Dlp.       | Wed.  | Dlp.  | Wed.   | Dlp.   | Wed.   | Dlp.   |
| ------- | ------ | ---------- | ---------- | ---------- | ----- | ----- | ------ | ------ | ------ | ------ |
| 2021/22 | PSV    | Eredivisie | 0          | 0          | 0     | 0     | 1      | 0      | 1      | 0      |
| 2022/23 | PSV    | Eredivisie | 0          | 0          | 0     | 0     | 0      | 0      | 0      | 0      |
| 2023/24 | PSV    | Eredivisie | 0          | 0          | 0     | 0     | 0      | 0      | 0      | 0      |
| 2024/25 | PSV    | Eredivisie | 5          | 0          | 0     | 0     | 0      | 0      | 5      | 0      |
| Totaal  | Totaal | Totaal     | 5          | 0          | 0     | 0     | 1      | 0      | 6      | 0      |

Bijgewerkt t/m 28 mei 2024.

## Interlandcarrière
Emma Frijns is als jeugdinternational voor meerdere jeugdteams van Nederland uitgekomen. Voor Nederland onder 16 maakte ze haar debuut in 2021 tegen de leeftijdsgenoten van Denemarken. In 2022 kwam Frijns uit voor Nederland onder 17 op het EK 2022 in Bosnië en Herzegovina.
In 2023 kwam Frijns met Nederland onder 19 uit op het EK 2023 waarin de halve finale werd behaald. Ook kwam ze met Nederland 20 uit op het WK onder 20 in Colombia in 2024. Hier wist Frijns met haar land de vierde plaats te behalen.